# Sloanea schomburgkii
Sloanea schomburgkii là một loài thực vật có hoa trong họ Côm. Loài này được Spruce ex Benth. miêu tả khoa học đầu tiên năm 1861.